# シュニク王国
シュニク王国 （アルメニア語：Սյունիքի թագավորություն）は、987年から1170年の間存在したアルメニア人の独立国。
首都はカパン。
- シュニク州（英語版）
- アルツァフ州（英語版）（現在のナゴルノ・カラバフ）
- ゲガルクニク地方

の領域をシウニア朝が治めていた。